# カミナ
カミナ(Kamina)は、コンゴ民主共和国南東部の上ロマミ州の州都。
2012年の人口は15万6761人。

## 人口
- 1984年7月1日：6万2789人
- 2004年7月1日：11万5626人[1]
- 2012年：15万6761人

## 交通

### 鉄道
- カナンガ⇔カミナ⇔ブカマ（英語版）
- カミナ⇔カボンゴ（英語版）

### 空港
- カミナ空港（英語版）[2]
- カミナ空軍基地（英語版）[3]

## 歴史
第二次世界大戦後、ベルギー軍が大規模な基地を建設した。
1953年9月～1960年には、ベルギー空軍養成学校で60機のT-6を使用していた。
1960年6月にコンゴ民主共和国が独立した直後は、ベルギーはコンゴ政府との合意に基づきカミナを確保していたが、同年10月に基地を国連に委譲した
カタンガ共和国はカミナを占領したが、基地は確保出来なかった。
1964年前半、国連はカミナ空軍基地をコンゴ民主共和国軍に返還した。
現在も国軍の訓練場として使用されている。

## 教育
- カミナ大学（英語版）

## 参考資料
- J. Temmerman, 'Le Congo: Reduit National Belge,' in Recueil d'etudes <<Congo 1955-1960>>, Academie royale des Sciences d'Outre-Mer (Bruxelles) pp. 413–422 (1992)